# Classe Boadicea
La classe Boadicea fu una coppia di esploratori costruiti per la Royal Navy nel primo decennio del XX secolo. Furono la prima classe di esploratori propulsi da turbine a vapore. Al completamento le due navi gemelle servirono come conduttori di flottiglia nella First Fleet fino 1913, quando furono assegnati a squadre di navi da battaglia. Allo scoppio della prima guerra mondiale, nell'agosto 1914, rimasero nelle rispettive squadre della First Fleet, che furono poi incorporate alla Grand Fleet. Entrambe le navi erano presenti alla battaglia dello Jutland, nel maggio 1916, ma entrambe non spararono alcun colpo. L'anno seguente furono convertite in posamine e posarono campi minati all'inizio del 1918. Nel 1919 le due gemelle furono poste in riserva e vendute per la demolizione nel 1921 e 1926.

## Progetto
Come gli esploratori precedenti, la classe Boadicea fu progettata per operare come nave di comando per flottiglie di cacciatorpediniere, offrendo teoricamente l'abilità di esplorare l'area prima del gruppo, per localizzare eventuali obiettivi per le navi minori. Erano versioni più grandi e più potenti delle unità precedenti, dotate di turbine a vapore. Curiosamente, non furono più veloci delle unità precedenti e quindi si rivelarono ugualmente inutili, dato che non avevano la velocità dei cacciatorpediniere che avrebbero dovuto scortare.
Con un dislocamento di 3400 t, le navi avevano una lunghezza di 123,4 m, una larghezza di 12,6 m e un'immersionea pieno carico di 4,3 m. Erano propulse da due set di turbine a vapore Parsons, ognuna collegata a due assi. Le turbine producevano un totale di 13000 kW di potenza indicata, usando il vapore prodotto da 12 caldaie a tubi d'acqua tipo Yarrow alimentate a carbone e nafta, generando una velocità massima di 25 nodi. Trasportavano un massimo di 790 t di carbone e 192 t di nafta che assicuravano un'autonomia di 4260 miglia nautiche a 10 nodi. L'equipaggio consisteva in 317 tra ufficiali e marinai.
L'armamento principale della classe Boadicea consisteva in sei cannoni da 102 mm Mk VII. La coppia prodiera di cannoni era montata affiancata sul castello di prua; la coppia di mezzo era sistemata a metà nave, sulle fiancate; i due cannoni rimanenti erano posizionati sulla linea di simmetria del cassero, uno davanti all'altro. I cannoni sparavano proiettili da 14 kg ad una gittata massima di circa 10400 m. L'armamento secondario consisteva in quattro cannoni Vickers a fuoco rapido da 47 mm Mk I e due tubi lanciasiluri sommersi da 533 mm. Durante la guerra furono aggiunte a mezza nave altri quattro cannoni da 102 mm, per aumentare la potenza di fuoco. Fu aggiunto anche un cannone controaereo a tiro rapido da 76 mm, che nel 1918 fu rimpiazzato con un cannone da 102 mm.
Come tutti gli esploratori, le navi erano protette molto leggermente, per massimizzare la velocità. Avevano un ponte protetto curvo spesso 25 mm sulla spalla e 13 mm sul piatto. La torre di comando era protetta da una corazzatura da 102 mm.

## Navi
| Unità        | Costruttore          | Impostazione  | Varo           | Completamento |
| ------------ | -------------------- | ------------- | -------------- | ------------- |
| HMS Boadicea | Arsenale di Pembroke | 1 giugno 1907 | 14 maggio 1908 | Giugno 1909   |
| HMS Bellona  | Arsenale di Pembroke | 5 giugno 1908 | 23 marzo 1909  | Febbraio 1910 |

## Servizio
Sia la Boadicea che la Bellona iniziarono la carriera servendo in flottiglie di cacciatorpediniere della First Fleet. La Boadicea come nave di comando della 1st Destroyer Flotilla e la Bellona della 2nd Destroyer Flotilla. Quest'ultima fu trasferita alla 3rd Destroyer Flotilla alla metà del 1912 e nel 1913 entrambe le navi furono trasferite a squadre di corazzate, rispettivamente il 2nd e il 1st Battle Squadron. Le due navi ricevettero posizioni nella retroguardia delle squadre e quindi, a cavallo tra il 31 maggio e il 1 giugno 1916, non spararono alcun colpo nella battaglia dello Jutland.
Le due navi gemelle rimasero con le rispettive squadre fino al 1917, quando furono convertite in posamine, la Bellona a maggio e la  Boadicea a ottobre, rimpiazzando la gemella nel  2nd Battle Squadron. Dopo la conversione, nel gennaio 1918 la Boadicea fu assegnata al 4th Battle Squadron e le due navi non furono più riassegnate prima della fine della guerra. Posarono mine all'ingresso del Kattegat nelle notti del 18/19 e 24/25 febbraio 1918 e entrambe fecero altre sortite notturne fino alla fine della guerra. Alla fine del conflitto furono poste in riserva e radiate nel 1920. La Bellona fu velocemente venduta per la demolizione nel 1921, ma la Boadicea non fu venduta fino al 1926.